# 埃平 (新罕布什爾州)
埃平（英語：Epping）是一個位於美國新罕布什爾州罗金厄姆县的鎮。

## 面积与人口
埃平的面積為67.90平方千米，當中陸地面積為67.40平方千米，而水域面積為0.50平方千米。根據2020年美國人口普查的數據，该区域有2,693名居民，较2010年美國人口普查的6,411人有所增长。。當地共有人口7125人，而人口密度為每平方千米105人。
镇内的主要聚居区为“艾平普查指定地区”（英語：Epping CDP），位于新罕布什尔州27号公路沿线，紧邻新罕布什尔州125号公路以西。
本条目部分内容翻译自英文维基百科条目Epping, New Hampshire。